# Challenger de Burnie 2010
El torneo McDonald's Burnie International 2010 fue un torneo profesional de tenis. Perteneció al ATP Challenger Series 2010. Se disputó su 8.ª edición sobre pistas duras, en Burnie, Australia entre el 1 y el 7 de febrero de 2010.

## Campeones

### Individual Masculino
Challenger de Burnie 2010 (individual masculino)
- Bernard Tomic derrotó en la final a  Greg Jones por 6–4, 6–2.

### Dobles Masculino
Challenger de Burnie 2010 (dobles masculino)
- Matthew Ebden /  Samuel Groth derrotaron en la final a  James Lemke /  Dane Propoggia, 6–7(8), 7–6(4), [10–8]